# Kökschetau (Gebiet)
Das Gebiet Kökschetau (kasachisch Көкшетау облысы Kökschetau oblyssy; russisch Кокчетавская область Koktschetawskaja oblast) war eine Verwaltungseinheit der Republik Kasachstan und zuvor als Oblast Koktschetaw Teil der Kasachischen SSR der Sowjetunion.

## Geschichte
Die Verwaltungseinheit wurde 1944 aus einem Teil der Oblast Karaganda gebildet. 1997 verlor das Gebiet seine Eigenständigkeit und wurde Nordkasachstan angeschlossen. Ein Teil des ehemaligen Gebiets Kökschetau wurde 1999 dem Gebiet Aqmola zugeschlagen. So wurde die Stadt Kökschetau Hauptstadt des Gebiets Aqmola, dessen ehemaliges Verwaltungszentrum Aqmola wurde Hauptstadt Kasachstans und als Stadt republikanischer Bedeutung mit einem Gebiet gleichgestellten Sonderstatus ausgegliedert wurde.

## Verwaltungsgliederung
| Audany                   | Einwohner | Verwaltungssitz  |
| ------------------------ | --------- | ---------------- |
| Ajyrtau                  | 48.988    | Wolodarskoje     |
| Aryqbalyq                | 26.761    | Aryqbalyq        |
| Jengbekschilder          | 29.294    | Stepnjak         |
| Keller                   | 23.817    | Kellerowka       |
| Kökschetau (Stadt)       | 138.814   | Kökschetau       |
| Kökschetau               | 43.797    | Kökschetau       |
| Krasnoarmeisk            | 33.564    | Krasnoarmeisk    |
| Kuibyschew               | 25.952    | Kuibyschew       |
| Leningrad                | 37.706    | Leningradskoje   |
| Qysyltu                  | 29.791    | Qysyltu          |
| Rusajew                  | 22.827    | Rusajewka        |
| Schtschutschinsk (Stadt) | 62.824    | Schtschutschinsk |
| Schtschutschinsk         | 37.170    | Schtschutschinsk |
| Serendi                  | 30.519    | Serendi          |
| Tschistopol              | 21.481    | Tschistopolje    |
| Tschkalow                | 31.585    | Tschkalowo       |
| Uälichanow               | 19.392    | Uälichanow       |
| Stand: Volkszählung 1989 |           |                  |